# Dindica purpurata
Dindica purpurata är en fjärilsart som beskrevs av Max Joseph Bastelberger 1911. Dindica purpurata ingår i släktet Dindica och familjen mätare. Inga underarter finns listade i Catalogue of Life.